# Lucius Aquilius Florus
Lucius Aquilius Florus (fl. 14-37) était un homme politique de l'Empire romain.

## Biographie
Il est probablement triumvir monétaire en -18. Il fut rex sacrorum sous Tibère (entre 14 et 37).
Il fut le grand-père de Marcus Aquilius Regulus.